# Neonotonia verdcourtii
Neonotonia verdcourtii là một loài thực vật có hoa trong họ Đậu. Loài này được Isely miêu tả khoa học đầu tiên.